# Codice di Vinodol
Il codice di Vinodol o statuto di Vinodol (in croato Vinodolski zakonik) è uno dei più antichi testi scritti in lingua croata ed il più antico statuto cittadino in questa lingua che si conosca. Presumibilmente il secondo più antico testo legale redatto in una lingua slava. Venne compilato nel 1288 da una commissione di 42 membri a Novi. 
Rappresenta un accordo tra i cittadini di Vinodol e le terre annesse, ed i loro nuovi signori feudali, i principi di Veglia, e contiene importantiinformazioni sulle leggi feudali, che avevano rimpiazzato gli antichi costumi tribali di quell'area. Un paragrafo regolava le relazioni tra il signore ed i contadini della regione.
È stato scritto utilizzando l'alfabeto glagolitico. 
Il codice di Vinodol fornisce una rara descrizione, sul modo di vita e le condizioni politiche medioevali in Europa. Le più antiche norme in materia di sanità pubblica nella Croazia occidentale, si possono leggere su questo documento.
Lo statuto di Vinodol conferma lo status di Vinodol, come centro amministrativo e politico di primaria importanza nel XIII secolo.
Il codice è attualmente conservato presso la biblioteca nazionale ed universitaria di Zagabria, si tratta però di una copia del XVI secolo.